# Tumbi Umbi
Tumbi Umbi est une ville de la Nouvelle-Galles du Sud en Australie. Elle a environ 5 000 habitants.